# Schloss Gaj Mały

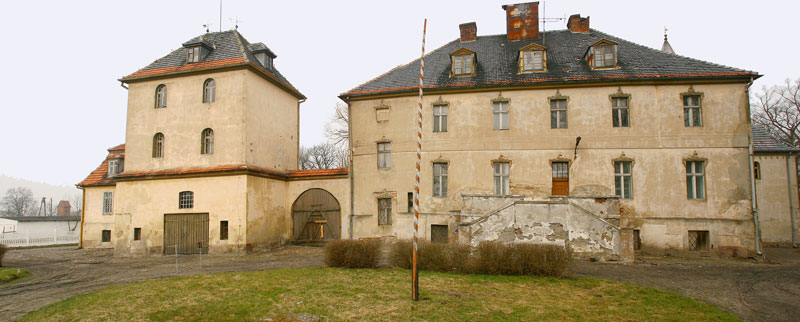
Schloss Gaj

Das Schloss Gaj (deutsch Schloss Gay, polnisch Pałac w Gaju Małym) befindet sich im großpolnischen Gaj Mały im Powiat Szamotulski (Kreis Samter).

## Geschichte
Der Schlossbau wurde für Philipp Raczynski 1803 ausgeführt. Dessen Sohn Athanasius erhielt 1824 den preußischen Grafentitel. Athanasius war Kunsthistoriker und Sammler und Botschafter des preußischen Königs in Kopenhagen. Nach 1900 gehörte Gaj Barbara Kwilecka.
Der Ort gehörte 1815–1848 zu dem der preußischen Krone unterstehenden Großherzogtum Posen, 1848–1918 zur preußischen Provinz Posen.

## Baubeschreibung
Der Bau im Stil des Neubarock besteht aus zwei senkrecht zueinander stehenden Flügeln, einem größeren entlang Westost ausgerichteten Flügel und einem kleineren Flügel, der auf ein vorher bestehendes Herrenhaus zurückgeht. Zwischen den Flügeln befindet sich ein Turm mit einem bogenförmigen Eingangstor. An den Fassaden sind Elemente des Rokoko erhalten. Über dem Eingangstor befindet sich das Wappen der Raczyński-Nałęcz.